# Osservatorio di Byurakan
L'osservatorio di Byurakan è un osservatorio astronomico condotto e gestito dall'Accademia armena delle scienze. È situato a Byurakan, villaggio sulle pendici del monte Aragats, in Armenia.

## Storia
Nel corso della sua storia, iniziata nel 1942 con la fondazione da parte di Viktor Amazaspovič Ambarcumjan, l'osservatorio ha compiuto diverse scoperte scientifiche di rilievo, fra cui l'individuazione di stelle a flare, supernovae, oggetti di Herbig-Haro e nebulose cometarie.
Tra coloro che vi hanno prestato servizio si annovera Benjamin Markarian entrato all'osservatorio sin dalla sua fondazione, divenuto vice direttore dal 1952 al 1957 e capo del dipartimento dedito allo studio delle galassie a partire dal 1957. Proprio con l'uso delle attrezzature dell'osservatorio Markarian fece nel corso degli anni diverse scoperte. 
Dopo il crollo dell'Unione Sovietica, i fondi a disposizione dell'osservatorio si sono drasticamente ridotti.

Vi si sono svolte due importanti conferenze sul progetto SETI.

## Dotazione
Il telescopio principale dell'osservatorio di Byurakan è un riflettore Cassegrain da 2,6 metri; sono inoltre in dotazione due riflettori Schmidt da 1 e 0,5 metri, oltre a numerosi telescopi minori.